# Cheiramiona krugerensis
Cheiramiona krugerensis là một loài nhện trong họ Miturgidae.
Loài này thuộc chi Cheiramiona. Cheiramiona krugerensis được miêu tả năm 2003 bởi Lotz.